# 迈克尔·弗兰克·古德柴尔德

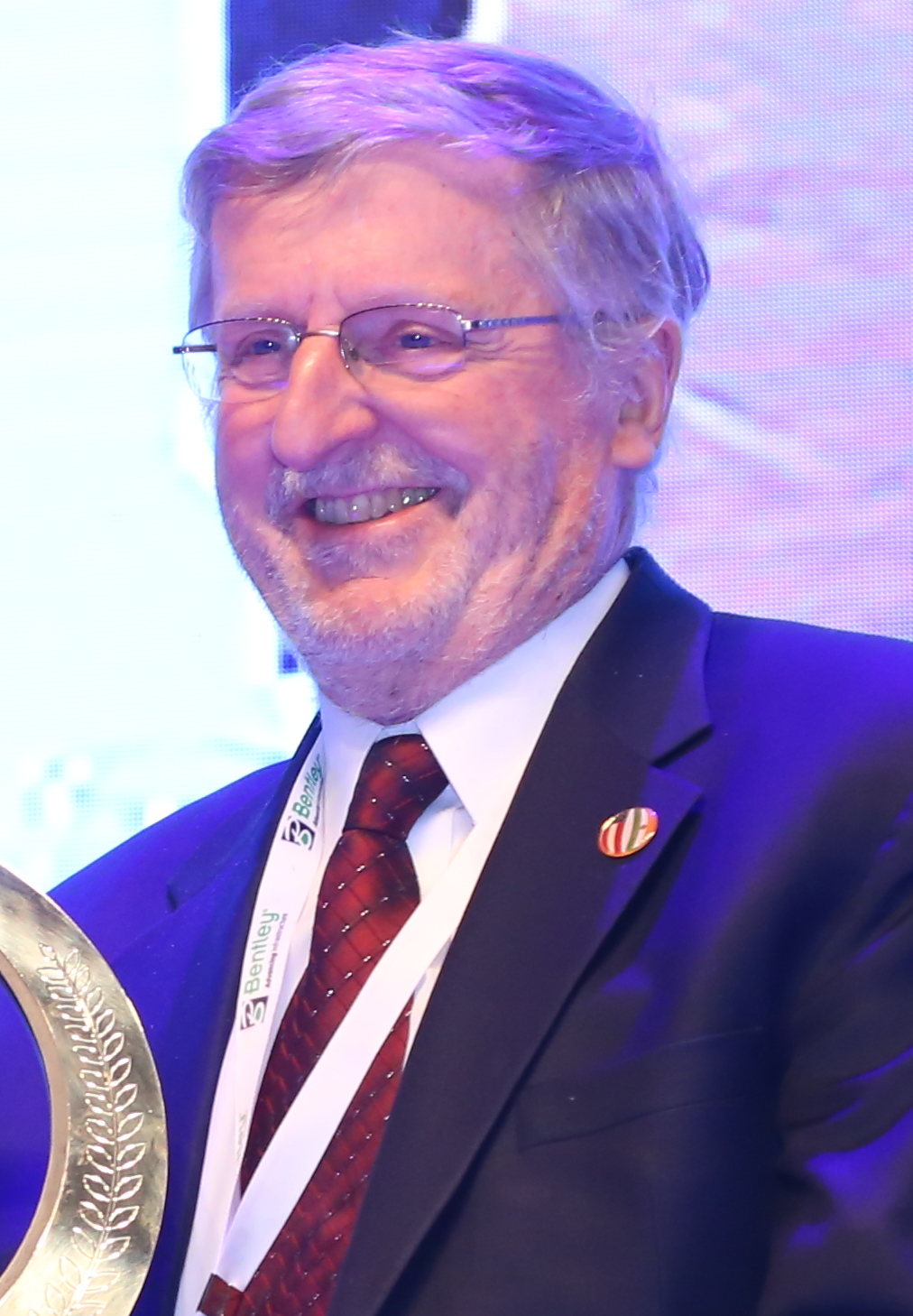
迈克尔·弗兰克·古德柴尔德的照片

迈克尔·弗兰克·古德柴尔德（Michael Frank Goodchild，1944年2月24日—），美籍英裔地理学家，现为加州大学圣巴巴拉分校地理学教授。古德柴尔德曾在加拿大西安大略大学工作19年，期间当过3年的系主任。1988年，由于美国国家地理信息和分析中心（NCGIA）的筹建，古德柴尔德开始在圣巴巴拉工作，并在此指导了20余年。古德柴尔德在2002年成为美国国家科学院院士，并于2003年获得皇家地理学会奠基人勋章。

## 教育经历
- 1969年获安大略哈密尔顿麦克马斯特大学地理学博士
- 1965年获英格兰剑桥大学物理学学士

## 学术成就
古德柴尔德最重要的学术成就是关于地理信息科学（或称地理信息系统）的研究，此外还涉足“自发地理信息”研究。

## 洞穴和喀斯特研究
古德柴尔德在麦克马斯特大学攻读博士时对护城洞（长度达20公里，为加拿大最长洞穴）进行了重新审视。他的学生Alan Glennon研究了肯塔基州的马丁里奇洞穴系统（51.8公里长）后发现了其入口，并获得了其他的一些重要发现。古德柴尔德的学位论文指导老师Derek C. Ford是加拿大著名的地貌学和喀斯特学家。